# 双青戦
双青戦（そうせいせん）は、東京大学と京都大学の間で開かれる対校体育大会。名称は東大のスクールカラーが淡青（ライトブルー）、京大のスクールカラーが濃青（ダークブルー）であることに由来する。ロゴマークは東京大学運動会旗と京都大学体育会旗を基調としたものである。
総合主管校は年度ごとに両校が交代で担当するが、競技ごとに主管校があり、必ずしも総合主管校とは一致せず、競技開催地も競技主管校によって異なる。各競技で独自に行われてきた定期戦を一つの大会としたもので、勝利競技数によって総合優勝校が決定される。競技によっては、前身校から数えて100年を超す歴史を持つものもあり、伝統の一戦として部員、OB・OGなどの思い入れが強い試合であることが多い。
なお、現名称となったのは2013年度からで、最初に京都大学を総合主管校として開催された2009年度から2012年度までの大会の正式名称は、西暦の後に当該年度の総合主管校を先に置いていたため、「2009年京都大学東京大学総合対校戦」「2010年東京大学京都大学総合対校戦」のように不定であった。

## 歴史・記録
| 回     | 年     | 総合主管校 | 総合優勝校 | 優勝校成績        |
| ------ | ------ | ---------- | ---------- | ----------------- |
| 第1回  | 2009年 | 京都大学   | 引き分け   | 17勝17敗          |
| 第2回  | 2010年 | 東京大学   | 京都大学   | 20勝15敗          |
| 第3回  | 2011年 | 京都大学   | 京都大学   | 18勝17敗          |
| 第4回  | 2012年 | 東京大学   | 京都大学   | 21勝15敗          |
| 第5回  | 2013年 | 京都大学   | 京都大学   | 19勝17敗          |
| 第6回  | 2014年 | 東京大学   | 東京大学   | 19勝18敗          |
| 第7回  | 2015年 | 京都大学   | 東京大学   | 22勝18敗3引き分け |
| 第8回  | 2016年 | 東京大学   | 東京大学   | 20勝14敗          |
| 第9回  | 2017年 | 京都大学   | 京都大学   | 23勝16敗          |
| 第10回 | 2018年 | 東京大学   | 東京大学   |                   |
| 第11回 | 2019年 | 京都大学   | 京都大学   | 12勝10敗1分け     |